# 新帕拉迪尼亚
新帕拉迪尼亚是葡萄牙布拉干萨区的一个堂区。总面积15.72平方公里，总人口150人，人口密度9.5人/平方公里。